# Stelletta morikawai
Stelletta morikawai är en svampdjursart som beskrevs av Tanita 1961. Stelletta morikawai ingår i släktet Stelletta och familjen Ancorinidae. Inga underarter finns listade i Catalogue of Life.